# Tuberària
Tuberària (Tuberaria) és un gènere de cistàcies que compta amb unes 112 espècies de plantes anuals o perennes. És originari de l'oest i sud d'Europa. Es presenta en llocs secs i pedregosos, sovint prop del mar.
Les fulles es troben en forma de roseta a la base de les plantes joves, i més tard estan dispoades de forma oposada en la tija; són fulles simples i de forma oval, de 2-5 cm de llargada i 1-2 cm d'alt. Les flors fan 2-5 cm de diàmetre, amb cinc pètals, grogues amb una taca roja a la base de cada pètal.

## Taxonomia
- Tuberaria acuminata
- Tuberaria brevipes
- Tuberaria bupleurifolia
- Tuberaria echioides
- Tuberaria globulariifolia
- Tuberaria guttata – Heliantem maculat
- Tuberaria lignosa - Herba tofonera
- Tuberaria macrosepala
- Tuberaria major
- Tuberaria praecox
- Tuberaria villosissima